# Народний Дім (Львів)
Русько-народний інститут «Наро́дний Дім» — одна з найстарших і найбагатших культурно-освітніх установ у Галичині. Існувала в період з 1849 по 1939 роки. Розташовується на вул. Театральній 22 у Львові.

## Історія
Установа створена 1849 року заходами Головної Руської Ради (за почином священика Льва Трещаківського). 30 червня 1851 року, у зв'язку із забороною політичних товариств в Австрійській імперії, Головна Руська Рада оголосила про саморозпуск. 12 липня десятеро її колишніх членів утворили комісію для нагляду за спорудженням будівлі Народного Дому та нової греко-католицької церкви та координації збору коштів. Завершено будівництво навесні 1864 року. Попри те, що проект статуту був поданий ще 1853 року, затверджений він був лише 11 грудня 1869. У рамках «Народного Дому» діяла заснована 1848 року Галицько-Руська Матиця, що зайнялася культурно-освітньою роботою та виданням підручників.
«Управляющий совіт», що керував Народним Домом (з 1872), захопили москвофіли і не допускали до його керівництва національно свідомих українців. Заяви про вступ від представників «народовців» багато років під всілякими приводами ігнорувались. Після окупації Галичини Польщею влада призначила комісаром цієї установи М. Бачинського. Упродовж міжвоєнного періоду діяльність обмежувалася музейно-архівними справами.
У складі «Народного дому» діяла бібліотека, утворена стараннями історика і лінгвіста Антона Петрушевича. Станом на 1924 рік містила близько 120 тис. книг, в тому числі 5 тис. рукописів і документів. Видавався «Вісник Народного Дома» (1883—1914 — щомісячно, після 1921 — періодично), редактором якого був Пилип Свистун. Після 1939 року Народний дім ліквідовано, а його збірки передано до бібліотеки АН УРСР і реорганізованих львівських музеїв.
До Першої світової війни інституція активно вела власну господарську діяльність. Джерелами надходжень були пожертви приватних осіб. Існували також активи у вигляді нерухомості, цінних паперів, банківських вкладів. Народному дому були подаровані маєтки в Бережанах (1850) і Бучачі (1864). 1863 року згідно із заповітом жертводавця інститут отримав у власність села Білку і Косенів. 1872 року було придбано будинок на вулиці Корняктів, 1, котрий примикав з тилу до будівлі Народного дому. Окрім того, було придбано, будинки на вулиці Вірменській 3 (1866), Зиблікевича 30 (1881), Краківській 15 (1900), споруджено будинок на нинішній вулиці Лисенка, 14 (1903). Переважна більшість нерухомого майна здавалась в найм. Ближче до межі XIX–XX століть діяльність установи ставала все менш прозорою. Реально культурно-просвітницькі цілі фінансувались за залишковим принципом і становили незначну частину видатків. Це призводило до активної критики діяльності Народного дому і русофільської течії, котру на той час представляла установа. В пресі активно обговорювалось розміщення значних коштів у «Общем рольничо-кредитном заведеніи». Банк мав на той час значні фінансові труднощі і кінцевому результаті збанкрутів. Кошти так ніколи не були повернуті. Підозри базувались на факті, що банк також належав представникам русофільської течії.

## Будинок Народного Дому
Розпорядженнями від 25 серпня і 11 жовтня австрійський уряд подарував для «Народного Дому» згарища зруйнованої обстрілом 1848 року споруди. Початково це були келії тринітарського монастиря, після 1785 року переобладнані під бібліотеку університету. Залишки храму призначались для перебудови на нову греко-католицьку церкву, а руїни келій — для спорудження будівлі Народного Дому. Під час візиту до Львова цісар Франц Йосиф I 18 жовтня 1851 року особисто заклав наріжний камінь. Споруду Народного Дому збудовано у 1851—1864 роках на пожертви українського населення краю. Споруду в стилі бідермаєру з елементами історизму спроєктував Вільгельм Шмід. У нагляді за будівництвом брав участь Сильвестр Гавришкевич. При будівництві застосовано деякі елементи від колишнього монастиря. Збережено навіть кривизну фасаду від вулиці Театральної.
У Народному Домі містилося товариство і редакція Галицько-Руської матиці, тут видавалися книжки науково-популярного змісту. Пізніше це товариство отримало свій власний будинок на вул. Жовківській (нинішня Б. Хмельницького), 28. Сам інститут видавав місячник «Вістник Народного Дому». У великому залі Народного Дому у 1864—1876 роках, з перервами, виступав народний руський театр, влаштовувалися художні виставки Товариства красних мистецтв. У травні 1877 році тут експонувалися виставки львівських художників Вільгельма Леопольського, Корнила Устияновича, Теофіля Копистинського та інших. 17 січня 1879 року в Народному Домі дав концерт композитор та піаніст Антон Рубінштейн.
У 1925 році тут проводили чайні вечори, учні школи Олекси Новаківського. Реконструкції проводилися у 1928 році (архітектор О. Каплонський) і у 1930 році (архітектор А. Опольський). Нині будинок має № 22 на вулиці Театральній. Тут розміщується Окружний будинок офіцерів та кінотеатр мережі «Кінопалац».
Як і іншу нерухомість інституту, цей будинок частково здавався в оренду різноманітним організаціям. Це були зокрема «Русское касино», «Академический кружок», «Общество русских дам», «Муза» та інші. 1862 року сюди переведено першу українську академічну гімназію, що до того містилась у приміщеннях Бернардинського монастиря. Тут також було відкрито бурсу (інтернат). Окрім навчальних закладів тут знаходився археологічно-історичний (разом з картинною галереєю) та природознавчий музей Народного Дому. В цьому приміщенні відбулась перша вистава театру «Руської Бесіди». 1914 року бурсу і бібліотеку перенесено у приміщення на вулиці Курковій (нинішня вулиця Лисенка), 14. Під час окупації Галичини російськими військами 1914—1915 років частину бібліотеки було вивезено до Росії, у 1918 році загинула багата нумізматична колекція.

## Фото

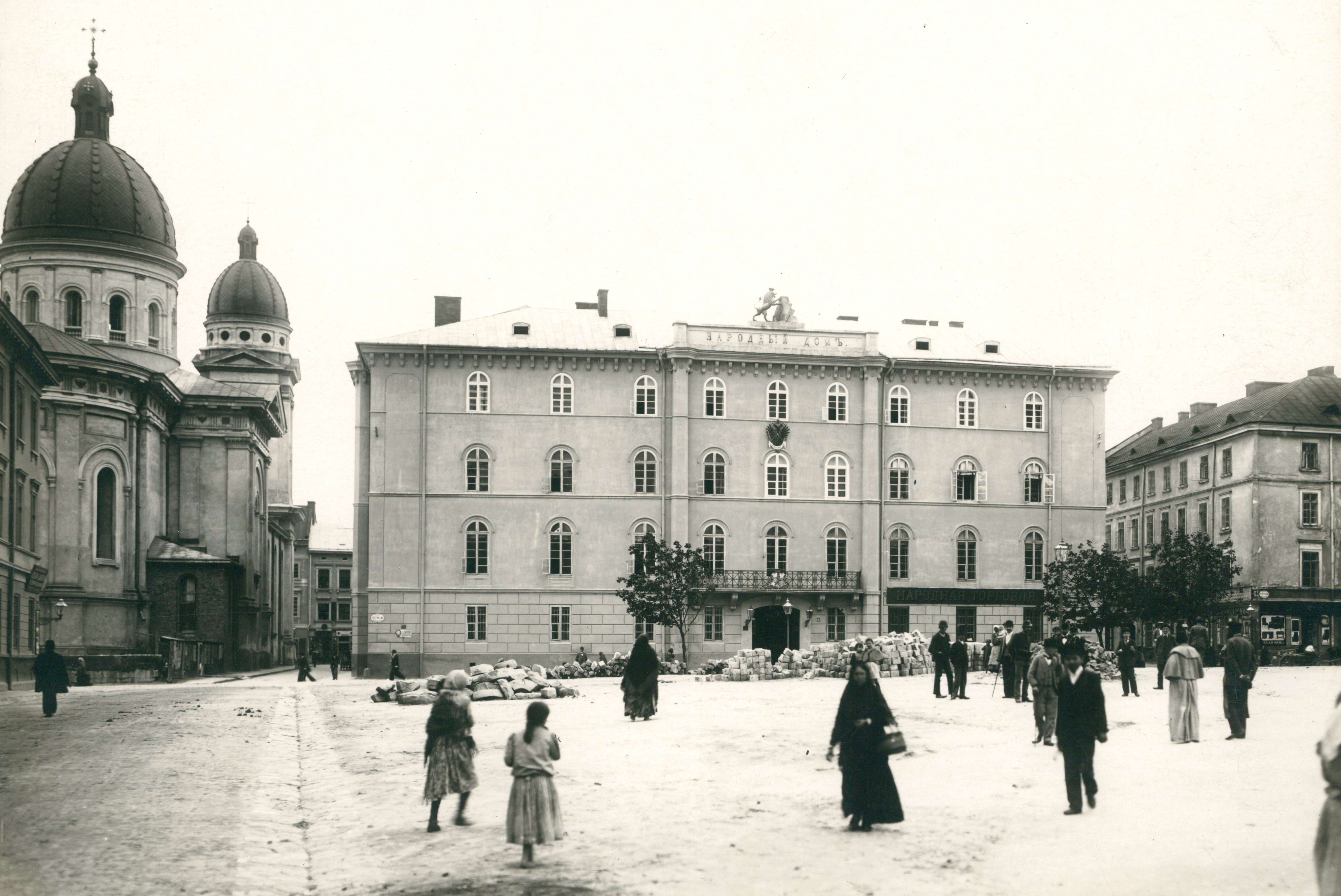
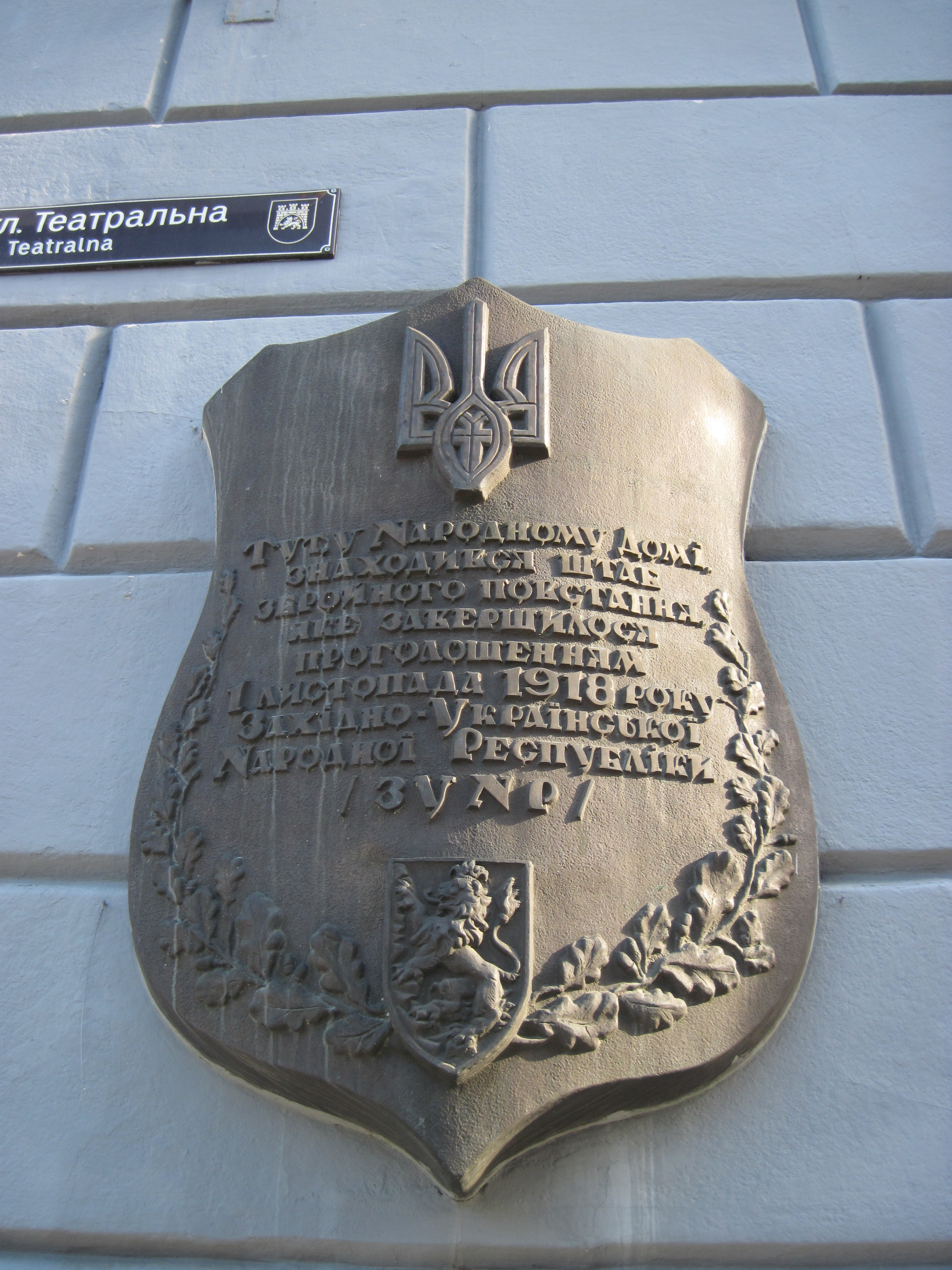
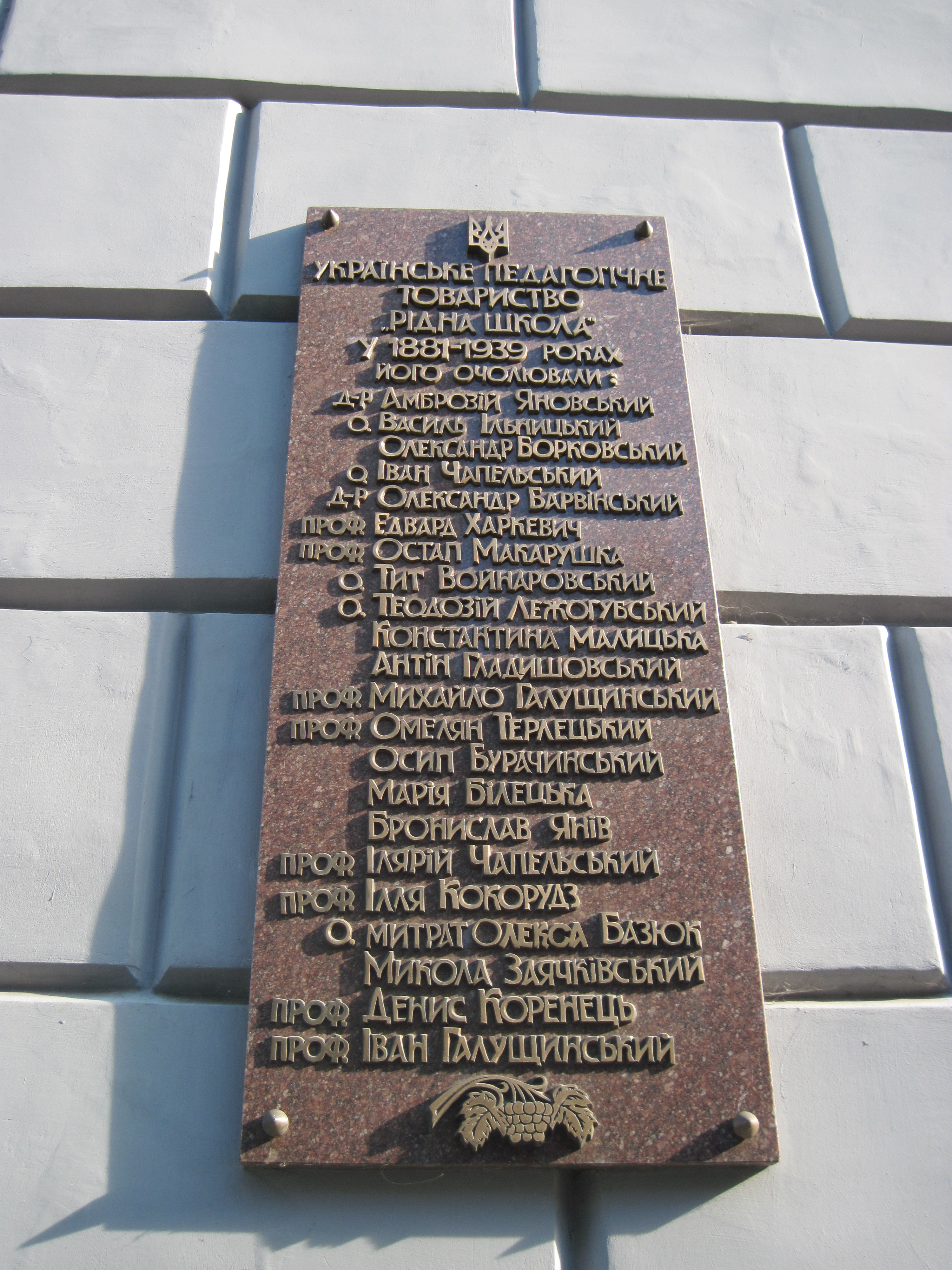
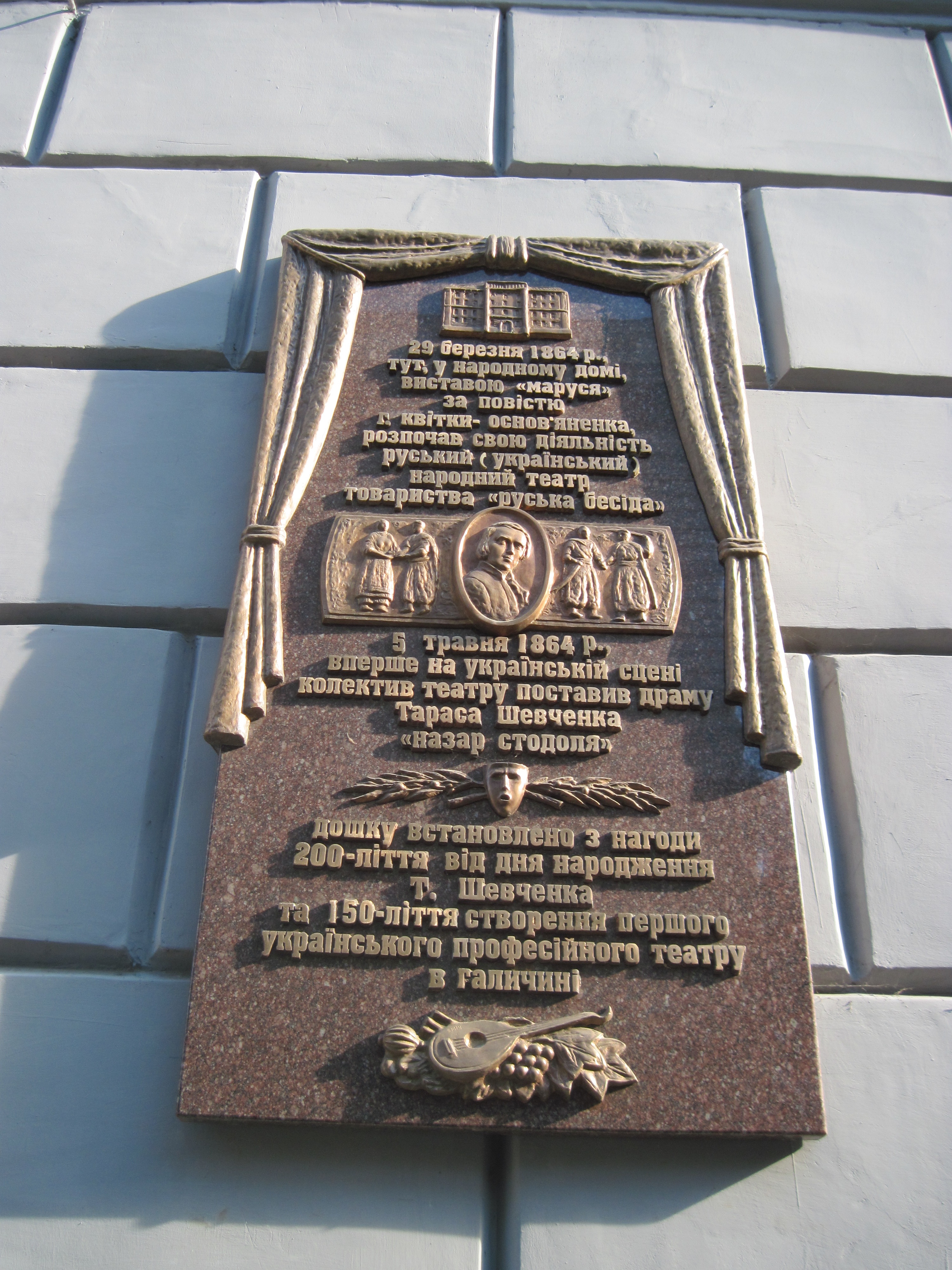

## Голови «Народного Дому»
Правління очолювали провідні діячі москвофільської (русофільської) течії, а саме: Йосиф Кульчицький — 1870 року (за іншими відомостями, 1872—1876), Василь Ковальський (1876—1883), о. Михайло Малиновський (1883—1884), о. Юліян Ґеровський (1884—1887), о. Йосиф Делькевич (1887—1907), о. Іван Костецький (1907—1915).